# María Freire
María Freire   (Montevideo, 7 de novembre de 1917 - Montevideo, 19 de juny de 2015) va ser una pintora, escultora i crítica d'art uruguaiana.

## Trajectòria
María Freire, formada en pintura i escultura al Cercle de Belles Arts de Montevideo amb José Cuneo Perinetti i Severino Pose, i després a la Universitat del Treball de l'Uruguai amb Antonio Pose, va tenir gran incidència en l'art concret i no figuratiu del seu país.
Va començar a explorar l'univers de la modernitat a través de màscares africanes i peces precolombines, i a partir de 1946 es va aventurar en l'abstracció amb tendència planista i geomètrica en les seves pintures a la vegada que realitzava escultures mòbils amb materials no convencionals. Quan va conèixer a José Pedro Costigliolo el 1952, tots dos van fer una recerca comuna en el camí de la seva expressió artística. La parella va començar compartint el taller i viatges d'estudi, i després es van casar. Junts van crear el Grup d'Art No Figuratiu.
El 1953 va visitar la II Biennal d'Art de São Paulo, on va tenir el seu primer contacte amb les avantguardes artístiques del moment, va conèixer obres de Piet Mondrian, Theo Van Doesburg i Friedrich Vordemberge-Gildewart, entre d'altres, i va afermar el seu camí en l'art concret no figuratiu. El 1957 Freire i Costigliolo van rebre la beca Gallinal, amb la qual van viatjar a Europa i van fer estudis al Museu Stedelijk i al Museu del Louvre amb Bernard Dorival i André Varagnac. El 1966, Maria va tornar a Europa en missió oficial per prosseguir amb els seus estudis.
Entre 1962 i 1973 va estar a càrrec de la columna de crítica d'art del diari Acción, i va ser professora de Dibuix en Ensenyament Secundari i d'Història i Cultura Artística a Preparatoris d'Arquitectura a Colonia del Sacramento, on va fer amistat amb Rhod Rothfuss i Gyula Kosice, figures claus del moviment Madí.
També va tenir contacte amb les agrupacions abstracte-concretes incentivades per Aldo Pellegrini a l'Argentina, i gran afinitat amb els artistes concrets i neoconcrets brasilers, com Amílcar de Castro, Lygia Pape, Lygia Clark i Hélio Oiticica, però va realitzar el seu propi recorregut de maduració en la abstracció. L'artista va treballar en sèries, prenent la proposta de color, els ritmes i les formes pures com a tema en si mateixos.
Entre 1958 i 1960 va desenvolupar la sèrie Sudamericana, en la qual emprava plans poligonals amb una reduïda paleta. En els anys següents va experimentar amb una paleta cromàtica més expressiva, amb perforacions del pla i signes, de la qual van resultar les sèries Capricornio i Córdoba. En la sèrie Vibrante, treballada entre 1975 i 1985, la recerca va estar relacionada amb la llum, al començament de la dècada del 1990, en la sèrie El oro de los tigres va desenvolupar estructures fosques sobre fons grocs, i per a finals de la dècada del 1990 la geometria va avançar en l'estructura de les seves pintures, deixant transcendir la sensualitat del color.
Entre 1954 i 1992 va realitzar 17 exposicions individuals a Montevideo, Buenos Aires, São Paulo, Rio de Janeiro, Barcelona, Brussel·les i Washington. Va integrar nombroses mostres col·lectives i va participar en biennals internacionals. El 1966 va representar a Uruguai en la XXXIII Biennal de Venècia.
En les seves obres apareix reiteradament el mateix motiu, armat de diferents maneres i amb un encadenament rítmic aleatori. Els signes repetits de manera seriada creen una «constant icònica» en la seva obra. Contorns nítids i colors plans s'entrecreuen el sensible amb el racional. A partir del 2000 va afaiçonar escultures de gran escala per espais públics.
La parella creativa (amb el seu marit), amb els seus camins expressius propis però orientats en el mateix sentit, fan que els seus noms sempre apareguin associats. Costigliolo va morir el 1985 i va ser un gran cop per a ella la pèrdua del seu company d'art i de vida.
Maria Freire va ser una de les artistes de més llarga carrera a l'Uruguai i un referent ineludible de l'art geomètric del Riu de la Plata. Obres de la seva autoria integren les col·leccions del Museu Nacional d'Arts Visuals (MNAV), Museu Juan Manuel Blanes, Museu d'Art Modern de São Paulo, Museu d'Art Modern de Rio de Janeiro, Museu Reina Sofía i diferents col·leccions públiques i privades d'art llatinoamericà.
| «              | Al final de la meva trajectòria, el que desitjo és que la meva passió no s'apagui i acabar la meva obra amb la mateixa convicció i exigència de sempre. | » |
| — María Freire | |   |

## Premis
Va rebre nombrosos premir per la seva feina artística. Entre ells destaquen:
- 3r Premi, Medalla de Bronze, xvii Saló Nacional (1953).
- 2n Premi, Medalla de Plata, xix Saló Nacional (1955).
- Premi d'Honor, vi Biennal de São Paulo (1957).
- Medalla de Bronze, xxiv Saló Nacional (1960).
- 1r Premi, Medalla d'Or, xxv Saló Nacional (1961).
- 1r Premi, Medalla d'Or, xxx Saló Nacional (1966).
- Gran Premi de Pintura, xxxii Saló Nacional (1967).
- Premi Adquisició, xxxiii Saló Nacional (1969).
- Premi Adquisició, xxxiv Saló Nacional (1970).
- Gran Premi de Pintura, vii Saló de Primavera de Salto (1978).
- Premi Figari atorgat pel Banc Central de l'Uruguay en reconeixement de la seva trajectòria (1996).

L'any 2009, el 52è Premi Nacional d'Arts Visuals de l'Uruguai va portar el nom de María Freire en reconeixement de la seva tasca artística i influència en les noves generacions.